# Raoul André
 (mars 2020).
Si vous disposez d'ouvrages ou d'articles de référence ou si vous connaissez des sites web de qualité traitant du thème abordé ici, merci de compléter l'article en donnant les références utiles à sa vérifiabilité et en les liant à la section « Notes et références ».
Raoul André est un réalisateur et scénariste français, né le 24 mai 1916 à Rabat (protectorat français au Maroc) et mort le 3 novembre 1992 à La Garenne-Colombes (Hauts-de-Seine).

## Biographie

### Famille
Le père de Raoul Pierre André est chef civil à Rabat (protectorat français au Maroc), puis maire de Lainville-en-Vexin (Yvelines). Il passe son enfance au Maroc puis en Indochine française. 
Marié en 1955 à l'actrice Louise Carletti (1922-2002), Raoul André est le père de la présentatrice de télévision et chanteuse Ariane Carletti (1957-2019).

### Carrière
Grand ami d'Yves Montand, il peut aussi compter sur la participation de grands acteurs comme Michel Galabru, Francis Blanche, Jean Poiret, Michel Serrault, Darry Cowl, Jean Lefebvre ou encore Eddie Constantine. Il fait également beaucoup jouer sa femme dans les films qu'il réalise.
Pilier du genre « d'après-guerre », Raoul André ne cache pas son manque d'affection pour la Nouvelle Vague vers la fin des années 1950.
Il utilise parfois le pseudonyme Jean Levite,.

### Mort
Il meurt le 3 novembre 1992 à La Garenne-Colombes d'un cancer à l'âge de 76 ans, et est inhumé au nouveau cimetière de Boulogne-Billancourt (4e division, tombe 732), rejoint plus tard par sa femme et sa fille.

## Filmographie

### Assistant réalisateur
- 1938 : Une de la cavalerie de Maurice Cammage
- 1942 : La Loi du printemps de Jacques Daniel-Norman
- 1942 : Mademoiselle Béatrice de Max de Vaucorbeil
- 1942 : Patricia de Paul Mesnier
- 1946 : Le Pays sans étoiles de Georges Lacombe

### Réalisateur
- 1947 : Le Village de la colère
- 1948 : Fiacre 13
- 1948 : L'assassin est à l'écoute
- 1951 : Une fille à croquer
- 1953 : Une nuit à Megève
- 1954 : Les pépées font la loi
- 1954 : Les Clandestines
- 1954 : Marchandes d'illusions
- 1955 : Une fille épatante
- 1955 : Cherchez la femme
- 1956 : Les Indiscrètes
- 1956 : Les Pépées au service secret
- 1956 : L'Homme et l'Enfant
- 1957 : La Polka des menottes
- 1958 : Clara et les Méchants
- 1959 : Secret professionnel
- 1961 : La Planque
- 1963 : Des frissons partout
- 1963 : Les Femmes d'abord
- 1964 : Ces dames s'en mêlent
- 1964 : L'Étrange Auto-stoppeuse de Jean Darcy (supervision de Raoul André)
- 1965 : Mission spéciale à Caracas
- 1967 : Le Grand Bidule
- 1968 : Ces messieurs de la famille
- 1969 : Le Bourgeois gentil mec
- 1970 : Ces messieurs de la gâchette
- 1971 : Kisss.... (sous le pseudonyme de Jean Lévitte)
- 1973 : La Dernière Bourrée à Paris
- 1974 : Y'a un os dans la moulinette
- 1974 : Serre-moi contre toi, j'ai besoin de caresses (ou Avec quoi soulèves-tu l'édredon)
- 1974 : La Kermesse érotique